# Niekerk (Het Hogeland)
Niekerk (Gronings: Nijkerk) is een plaats in de gemeente Het Hogeland in de Nederlandse provincie Groningen. Het aantal inwoners van het dorp per 1 januari 2023 is onbekend, omdat het CBS de BAG-woonplaats "Niekerk", niet als zodanig afgebakende wijk/buurt heeft ingedeeld. Voor het CBS maakt Niekerk onderdeel uit van de veel grotere buurt "Buitengebied Ulrum".
Het dorp is gelegen halverwege de plaatsen Zoutkamp en Ulrum. Er loopt een (voormalig) kerkpad tussen het dorp en Houwerzijl.
Het dorp, de naam betekent nieuwe kerk, heeft een kerk uit de 13e eeuw. De toren stamt echter uit 1629 en is waarschijnlijk grotendeels met geld van de Zilvervloot gebouwd.

## Sport en recreatie
Door deze plaats loopt de Europese wandelroute E9, ter plaatse ook Noordzeepad of Wad- en Wierdenpad geheten.